# فیلیپ زیگر
فیلیپ زیگر (انگلیسی: Philipp Zeiger؛ زادهٔ ۸ مهٔ ۱۹۹۰) بازیکن فوتبال اهل آلمان است.
از باشگاه‌هایی که در آن بازی کرده‌است می‌توان به باشگاه فوتبال دینامو درسدن، باشگاه فوتبال هالشر، و باشگاه فوتبال روت‌وایس اسن اشاره کرد.